# 奥拉宁堡
奥拉宁堡（德語：Oranienburg，發音：[oˈʁaːniənˌbʊʁk] ⓘ）是德国勃兰登堡州上哈弗尔县的城市，也是上哈弗尔县的县治，面积163.66平方千米，2023年12月31日人口为48,492人。

## 友好城市
奥拉宁堡与以下城市结为友好城市：
- 法國 巴尼奥莱（1964年）
- 德国 哈姆（1990年）
- 捷克 梅爾尼克（1974年）
- 荷蘭 菲赫特（2000年）
- 以色列 約納村（2021年）